# Valene Maharaj
Valene Maharaj (25 aprile 1986) è una modella trinidadiana, vincitrice del concorso Miss Mondo Trinidad e Tobago nel 2007.
È stata attiva nel mondo della moda sin da quando aveva sedici anni. La sua carriera di modella era infatti cominciata vincendo il concorso di bellezza Caribbean Model Search, che nel 2003 l'aveva portata in Giamaica, in occasione della settimana della moda della Giamaica. Da allora ha fatto campagne pubblicitarie per Mickles, ed ha sfilato per stilisti locali come Peter Elias e Meiling.
Il 28 marzo 2006, Valene Maharaj si classifica seconda al concorso di bellezza nazionale Miss Trinidad e Tobago. Tuttavia, la Maharaj prende parte al concorso nuovamente l'anno seguente e vince il titolo, battendo le altre sei concorrenti alla corona.
Valene Maharaj ha in seguito rappresentato Trinidad e Tobago a Miss Mondo 2007 in Cina, dove si è classificata al quinto posto ed ha vinto il titolo di Regina continentale dei Caraibi.